# Дюсьметьевское сельское поселение
Дюсьметьевское сельское поселение — сельское поселение в Мамадышском районе Татарстана.
Административный центр — село Дюсьметьево.
В состав поселения входят 4 населённых пункта.

## Административное деление
- с. Дюсьметьево
- с. Крещёная Ерыкса
- с. Старый Кумазан
- дер. Ахманово